# 櫻井由紀
櫻井由紀（日语：／ Sakurai Yuki，1987年2月10日—），日本女演員。福岡縣出身。丈夫為日本演員黑羽麻璃央。

## 經歷
櫻井小學三年級時即想當演員，19歲時一度前往東京發展，但未滿一年即返回老家福岡，23歲之前都在老家工作。其後，抱著「這年齡已是最後挑戰」的想法，再度前往東京，被之前詢問過入行意願的經紀人再度邀請，進入area經紀公司，開始學習戲劇。2011年，以舞台劇表演為重心。
2013年，因演出電影《寄生獸》、《新宿天鵝》、《奪命捉迷藏》等話題作，開始進入大眾視野，在《奪命捉迷藏》片中的動作戲使觀眾留下深刻印象。
2016年，移籍至Humanité經紀公司。2017年，於30歲時初次主演電影《裸睡美人》。
2018年，在富士電視台連續劇《基度山恩仇記-華麗的復仇-》劇中因詮釋「愛梨」一角，其具存在感的演技獲得好評，引起注目。
2019年，主演NHK深夜時段連續劇《所以我推她》，為初次主演連續劇，並以此劇獲得第46回放送文化基金賞演技賞。
2020年6月25日，原經紀公司Humanité於官網告知結束與櫻井的經紀合約。
2020年8月1日，移籍至星塵傳播藝能三部。

## 人物
身高163cm，專長為吹奏薩克斯風與彈奏鋼琴、日本舞（藤間流）。
自小不擅長與人交流，前往東京接受演技訓練後逐漸改變性格，認為演戲可以改變人。
2022年1月12日，與小6歲的演員黑羽麻璃央共同透過經紀公司發表聯名婚訊，兩人於《離婚活動》的番外篇共演，交往八個月後於2022年1月11日遞交入籍申請。

## 戲劇作品

### 電影
- FASHION STORY -Model-（日语：FASHION STORY -Model-）（2012年11月17日）- 斎藤祥子
- ばななとグローブとジンベイザメ（2013年1月12日） - 横山ゆり
- 秘愛（2013年4月20日） - 本田喜美子
- トーク・トゥ・ザ・デッド（2013年8月3日） - 大島マユ
- ラブクラフト・ガール（2013年11月22日） - 望月あいみ
- 捨てがたき人々（2014年6月7日） - 松下さやか
- 寄生獸（2014年4月25日）  - OL
- リスナー 第1話「Unlucky」（2015年2月28日） - ユキコ
- 僅僅如此（日语：ソレダケ / that’s it）（2015年5月27日） - 輝夜
- 新宿天鵝（2015年5月30日） - 美咲
- 廁所的聖殤（日语：トイレのピエタ）（2015年6月6日） - 飯田珠子
- 極道大戰爭（日语：極道大戦争）（2015年6月20日） - 三岐子（護士）
- 奪命捉迷藏（2015年7月11日） - 羽月アキ
- Piece of Cake（日语：ピース オブ ケイク#映画）（2015年9月5日） - 常客
- 小花的味噌湯（日语：はなちゃんのみそ汁#映画）（2016年1月9日） - 井上老師
- フローレンスは眠る（2016年3月5日） - 氷坂恵 [12]
- 過激派オペラ（2016年10月1日）
- ひかりをあててしぼる（2016年12月3日）
- 裸睡美人（日语：THE LIMIT OF SLEEPING BEAUTY-リミット・オブ・スリーピング ビューティ-）（2017年10月21日） - オリアアキ（主演）
- 娼年（日语：娼年#映画）（2018年4月6日） - 白崎恵 [13]
- 我們的50次初吻（日语：50回目のファースト・キス#リメイク作品）（2018年6月1日）
- サクらんぼの恋（2018年10月27日） - 恩田リナ
- 原本以為只是手機掉了（2018年11月2日） - 山本美奈代
- 真っ赤な星（2018年12月1日） - 弥生（與小松未来雙主演）
- 信用詐欺師JP 電影版（2019年5月17日） - ギンコ
- 柴公園（日语：柴公園#映画）（2019年6月14日） - ポチママ
- 日間演奏會散場時（2019年11月1日） - 三谷早苗 [14]
- 電影版 鴉色刑事組（2023年1月13日）- 濱谷澪[15]
- 放學後失眠的你（2023年6月23日）- 倉敷兔子[16]

### 電視劇
- 惡靈病棟（2013年7月18日 - 9月26日，MBS、TBS） - 宮守キヌ
- 怪奇大作戰神秘檔案（日语：怪奇大作戦 ミステリー・ファイル）（2013年10月5日 - 11月16日，NHK BS Premium）
  - 第4話「深淵を覗く者」 - 三上菜穂子
- 我們都是超能者！ 番外篇 〜エスパー，都へ行く〜（2015年4月3日，東京電視台） - 冴子
- 死之臟器（2015年7月12日 - 8月9日，WOWOW)  - 王小紅
- 毛骨悚然撞鬼經驗（富士電視台）
  - 夏之特別篇2015「奇々怪々女子寮」篇（2015年8月29日） - 中村
  - 夏之特別篇2018「姿見」篇（2018年8月18日） - 萌絵的前輩
- 追憶潸然（2016年1月18日 - 3月21日，富士電視台） - 丸山朋子
- SNIFFER嗅覺搜查官（日语：スニッファー ウクライナの私立探偵#日本版） 第1話（2016年10月22日，NHK）
- 感情8號線（日语：感情8号線） 第1、2、3、6話（2017年1月15日、22日、29日、2月19日，富士電視台TWO） - ユキ
- 櫻子小姐的腳下埋著屍體 第2話（2017年4月30日，富士電視台） - 富永真美子
- 小悅〜昭和沒用爸爸戀之物語〜（日语：悦ちゃん#NHK版（2017年））（2017年7月15日 - 9月16日，NHK） - 敏子
- 下北澤die hard 第1話（2017年7月22日，東京電視台） - 尾本千夏
- 刑警弓神 第5話（2017年10月9日，富士電視台） - 音島カレン
- 基度山恩仇記-華麗的復仇-（2018年4月19日 - 6月14日，富士電視台） - 江田愛梨
- 信用詐欺師JP 第7話（2018年5月21日，富士電視台） - 与論弥栄
- GIVER 復仇的贈與者（日语：GIVER 復讐の贈与者） 第6話（2018年8月18日，東京電視台） - 三島真緒
- 絕對零度〜未然犯罪潜入捜査〜 最終話（2018年9月10日，富士電視台） - 相馬由紀子
- 大戀愛～和忘記我的你 第4話（2018年11月2日，TBS）- 梓澤レイ
- 柴公園（2019年1月10日 - 3月14日，神奈川電視台） - ポチママ
- 絕對正義（日语：絶対正義#テレビドラマ）（2019年2月2日 - 3月24日，東海電視台、富士電視台） - 今村和樹
- 坡道上的家（日语：坂の途中の家#テレビドラマ）（2019年4月27日 - 6月1日，WOWOW）- 坂下朝子
- 東京獨身男子（2019年4月13日 - 6月8日，朝日電視台） - 日比野透子
- 所以我推她（日语：だから私は推しました）（2019年7月27日 - 9月14日，NHK） - 遠藤愛（主演）[17]
- G弦上的你和我（2019年10月15日 - 12月17日，TBS） - 久住眞於
- 默默奉獻的灰姑娘（2020年7月16日 - 9月24日，富士電視台） - 刈谷奈緒子
- 默默奉獻的灰姑娘 ANOTHER STORY 〜新人藥劑師 相原胡桃〜（2020年8月27日 - 9月24日，富士電視台） - 刈谷奈緒子
- 鴉色刑事組（2021年4月5日 - 6月14日，富士電視台） - 濱谷澪
- 真凶標籤（2021年10月10日 - 2022年3月13日，日本電視台） - 菱田朋子
- 惡女～誰說工作不帥氣？ 第8話 - 最終話（2022年6月1日 - 15日，日本電視台） - 間宮マミコ
- NHK晨間劇（NHK）
  - 心胸咚咚 第43回 - （2022年6月8日 - ） - 年輕時期的大城房子
  - 如虎添翼（2024年4月8日 - 9月27日） - 櫻川涼子
- 為親愛的我致上殺意（2022年10月5日 - 11月30日，富士電視台） - 桃井薰
- Boyfriend降臨!（2022年10月15日 - 12月17日，朝日電視台）- 茶谷かしこ
- 滿天的終點（日语：満天のゴール）（2023年3月25日，NHK BS4K） - 川岸奈緒（主演）
- 不小心繼承了牛郎店（2023年4月18日 - 7月4日，關西電視台・富士電視台） - 本橋久美子（主演）
- 真夏的灰姑娘（2023年7月10日 - 9月18日，富士電視台） - 長谷川佳奈（友情出演）
- ONE DAY（2023年10月9日 - 12月18日，富士電視台）- 竹本梅雨美
- 貞德的審判（日语：ジャンヌの裁き）（2024年1月12日 - 3月8日，東京電視台）- 近藤ふみ
- 95（日语：95 (小説)）（2024年4月8日 - 6月10日，東京電視台） - 新村萌香
- 黃金神威：北海道刺青囚人爭奪篇 第4話・第6話 - 最終話（2024年10月27日・11月10日 - 12月1日，WOWOW） - 家永カノ
- 獅子的藏身處（2024年10月11日 - 12月20日，TBS） - 工藤楓
- 風之福島（日语：風のふく島） 第3話（2025年1月25日，東京電視台） - 野村あや（主演）
- 幸福就是吃飯睡覺等待（日语：しあわせは食べて寝て待て）（2025年4月1日 - ，NHK） - （主演）

### 網路劇
- キス×kiss×キス Last chapter of love（2014年，BeeTV)
  - 第3話「急接近のキス」
  - 第6話「独占欲のキス」
  - 第8話「目覚めのキス」
  - 第10話「天空のキス」
  - 第12話「再燃のキス」
- Jimmy〜アホみたいなホンマの話〜 （2018年，Netflix）- 美里

### 舞台劇
- 培爾·金特（2011年，導演：石丸さち子） - イングリ
- 大提琴手高修（2011年，導演：石丸さち子） - カッコウ
- 女の平和（2011年，導演：江本純子）

## MV
- SUNEOHAIR（日语：SUNEOHAIR）「slow dance」（2012年）
- indigo la End（日语：indigo la End）
  - 「悲しくなる前に」（2015年）
  - 「夏夜のマジック」（2015年）

## CM
- 速霸陸 Your story with「プロポーズ」篇（2011年）
- 中日本高速公路「さぁ！高速で行こう！」中央道篇（2012年）
- 麒麟啤酒 KIRIN 冰結（日语：氷結 (チューハイ)）「新しい氷結」篇（2013年）
- FANCL 洗顔パウダー「洗うだけで化粧水ゴクリ肌。」篇 （2013年）
- KADOKAWA Pantovisco（日语：Pantovisco）著 「乙女に捧げるレクイエム」（2016年）
- リクルート SUUMO (スーモ)「夫婦で家探し」篇（2016年）
- cecile 素肌の声を聞く。「Tシャツみたいなブラ」篇、「前汗キャッチャー」篇（2017年）
- スタージュエリー 2017 HOLIDAY MOVIE「想いは、輝く。」篇（2017年）
- Mastercard 人生を選ぼう。pricelessを選ぼう。「世界で最も使えるMastercard in 台湾」篇（2018年）
- 三菱地所 横浜三菱地所周年記念ショートフィルム「4つのお祝い」（2018年）
- 軟銀 「戀人是聖誕老人」篇(2019年12月11日 - )[18]

## 獎項
- 第46回放送文化基金賞（日语：放送文化基金）演技賞：《所以我推她（日语：だから私は推しました）》

## 外部連結
- 官方網站 （页面存档备份，存于）
- 櫻井由紀的Instagram帳戶
- 櫻井由紀的Facebook專頁